# Zollern-Alb-Kurier
Le Zollern-Alb-Kurier est un journal quotidien régional allemand diffusé à Balingen, dans la Bade-Wurtemberg.

## Histoire
Après que Wilhelm Daniel dirige la Ribler'sche Hofbuchdruckerei, une imprimerie, à Hechingen à partir de 1844 et édité le Hohenzollerische Blatter, il s'installe à Balingen avec sa famille. Le journal Politisches Volksblatt für Stadt und Land y est publié pour la première fois le 1er octobre 1848. Au départ, 22 abonnés reçoivent le journal. À partir du 1er janvier 1849, il donne au journal le titre Der Volksfreund. Le sous-titre du journal bihebdomadaire est Journal politique de divertissement et de publicité de l'Oberamt Balingen. Un an plus tard, il changea le titre en Journal officiel et du renseignement des districts de Balingen, Sulz et Oberndorf, vraisemblablement pour des raisons économiques, mais en 1867, Daniel revint au titre Der Volksfreund. Le journal compte entre-temps environ 800 abonnés.
En 1867, Wilhelm Daniel cède l'entreprise à son fils Adolf. Après avoir acquis sa propre machine à composer en 1899, Der Volksfreund est publié quotidiennement.
En 1919, Adolf Daniel lègue la maison d'édition et l'imprimerie à trois de ses cinq fils (Adolf, Alfred et Hermann Daniel). Ils fondent une GmbH. En 1927, le tirage du journal est de 5 000 exemplaires par jour.
En 1933, la publication de Der Volksfreund est interrompue. L'entreprise reprend l'impression du journal nazi Der Wille. Après que la zone de distribution du Wille se soit étendue bien au-delà du district de Balingen, même dans la région de Hohenzollern de Hechingen et Sigmaringen, il y avait une circulation beaucoup plus élevée. En raison de divergences d'opinion entre les frères, la GmbH est dissoute en 1938 et transformée en une entreprise individuelle, elle s'appelle Hermann Daniel Buchdruckerei und Verlag.
Après la fin de la Seconde Guerre mondiale, le Bulletin officiel du bureau de district est imprimé une fois par semaine avec un tirage de 9 000 exemplaires. En outre, la maison d'édition publie un magazine méthodiste Friedensglocke (tirage à 16 000 exemplaires). Le 21 septembre 1945, le Schwäbisches Tagblatt de Tübingen dans le district de Balingen et dans la région au sens large est publié pour la première fois, initialement sans section locale. Les pages sont alors clairsemées qu'en 1946 et défini par Firma Daniel.
Le gendre d'Hermann Daniel, Wilhelm Ilg, reprend la direction commerciale de l'entreprise qui compte alors 16 personnes. Trois ans plus tard, Erich F. Jetter rejoint l'entreprise en tant que second gendre.
La Schwäbische Verlagsgesellschaft est fondée le 18 juillet 1949. L'objectif est de publier ses propres journaux, soutenus par une rédaction centrale. À partir du 27 août 1949, le Schwäbische Tagblatt est publié avec le sous-titre Balinger Volksfreund ou dans la région d'Ebingen avec le titre Ebinger Zeitung et dans la région de Tailfingen avec le titre Schmiecha Zeitung. Le 17 octobre, les sous-titres deviennent les titres principaux. Les trois journaux sont imprimés sur la presse rotative de la Firma Daniel. La partie manteau provenait de la rédaction centrale de Tübingen.
En 1961, l'éditeur et imprimeur Hermann Daniel décède. L'opération est poursuivie par Wilhelm Ilg et Erich F. Jetter.
En 1968, le Schwäbische Donauzeitung est intégrée à la Südwest Presse et la rédaction centrale est transférée de Tübingen à Ulm. Le 1er janvier 1973, dans le cadre de la réforme du district, les titres des quotidiens sont regroupés dans le titre général Zollern-Alb-Kurier, les anciens titres restent en sous-titres. Treize ans plus tard, en 1986, Klaus Jetter (fils d'Erich F. Jetter) reprend la direction de la maison d'édition.
Depuis 2004, le journal n'est plus imprimé dans la zone de distribution, mais comme certains autres quotidiens dans le centre d'impression de Neckar-Alb (Reutlingen-Betzingen).
En 2016, la direction passe à Daniel Welte (petit-fils d'Erich F. Jetter) et Kevin Jetter (fils de Klaus Jetter et petit-fils d'Erich F. Jetter).
Lors de la relance du Zollern-Alb-Kurier en 2018, la maison d'édition se positionne encore plus comme une maison de presse et intègre l'agence internet Splashpixel. La branche Splashpixel prend en charge le marketing en ligne, la conception Web et la production de contenu vidéo et image.
Fin 2022, on annonce que la maison d'édition serait reprise par Schwäbischer Verlag, basé à Ravensburg. Cela s'accompagne d'un changement de disposition ; la couverture éditoriale n'est plus fournie par la Südwest Presse, mais par le Schwäbische Zeitung.
Au cours de la séparation du Zollern-Alb-Kurier de la Südwest Presse, cette dernière présente un journal concurrent du même nom. Le journal concurrent fait de la publicité avec le « bleu habituel ». Le contexte est le changement de propriétaire du Zollern-Alb-Kurier d'origine à Schwäbischer Verlag, dont la couleur de l'entreprise n'est plus bleue mais est devenue jaune à la suite du changement.
En février 2023, le Landgericht de Stuttgart statue que le titre du journal Zollern-Alb-Kurier appartient exclusivement à la société de médias basée à Balingen Hermann Daniel, qui appartient à la société Schwäbisch Media à Ravensburg depuis le 1er janvier. La Südwest Presse d'Ulm se voit interdire par une injonction temporaire de continuer à utiliser le même titre pour son journal concurrent, qui était sur le marché depuis le début de l'année.